# Sirius C
Sirius C est l'étoile compagnon hypothétique de l'étoile Sirius A.
D'après le livre Le renard pâle de l'ethnologue Marcel Griaule publié en 1936, la cosmogonie du peuple dogon au Mali décrirait l'existence de deux compagnons qui tournent autour de l'étoile Sirius A.
Les éléments astronomiques de cette cosmogonie dogon se retrouvent dans trois ouvrages de Camille Flammarion :
- L'astronomie populaire
- Les étoiles et les curiosités du ciel
- Les terres du ciel

L'astronome Camille Flammarion en parla dès 1894 (bien avant Griaule, 1936) pour parler de l'éventualité d'un deuxième compagnon de Sirius, décelable par les perturbations de Sirius B. La réputation de Flammarion a donné du poids à cette hypothèse, aussi fragile soit-elle.
Par une analyse approfondie des observations de Sirius accumulées depuis Alvan Clark en 1862, les français Daniel Benest et Jean-Louis Duvent, astronomes à l'observatoire de Nice auraient détecté en 1995 la réalité de ses variations,. Celles-ci seraient imputées à une naine rouge gravitant à très faible distance de Sirius A et donc noyée dans sa lumière. Cependant cette découverte n'a pas été confirmée, et rien à ce jour n'atteste scientifiquement l'existence de Sirius C.